# Peter Pulay
Peter Pulay (Veszprém, 20 de setembro de 1941) é um químico húngaro-estadunidense.
Recebeu o Prêmio ACS de Química Teórica de 2017. É membro da Academia Internacional de Ciências Moleculares Quânticas. É fellow da Associação Americana para o Avanço da Ciência.

## Publicações selecionadas
- Ab initio Calculation of Force Constants and Equilibrium  Geometries,  Mol.  Phys. 17, 197 (1969), wieder abgedruckt in: Landmark papers in Molecular Physics, Mol. Phys. 100, 57 (2002).
- com G. Fogarasi, F. Pang, J. E. Boggs: Systematic ab initio Gradient Calculation of Molecular Geometries, Force Constants and Dipole Moment Derivatives, J. Amer. Chem. Soc. 101, 2550 (1979).
- Convergence Acceleration in Iterative Sequences: The Case of SCF Iteration,     Chem. Phys. Lett. 73, 393 (1980). (“DIIS”)
- com G. Fogarasi and J. E. Boggs, The Force Field of Benzene, J. Chem. Phys. 74, 3999 (1981).
- Second and Third Derivatives of Variational Energy Expressions: Application to Multiconfigurational SCF Wavefunctions, J. Chem. Phys. 78, 5043 (1983).
- com G. Fogarasi, G. Pongor, J. E. Boggs, A. Vargha: Combination of Theoretical ab initio ands Experimental Information to Obtain Reliable Harmonic Force Constants. Scaled Quantum Mechanical (SQM) Force Fields for Glyoxal, Acrolein, Butadiene, Formaldehyde, and Ethylene, J. Amer. Chem. Soc. 105, 7037 (1983).
- com S. Saebo: The Local Correlation Treatment, J. Chem. Phys. 88, 1884 (1988).
- com  K. Wolinski: Generalized Moller-Plesset Perturbation Theory: Second Order Results for Two-Configuration, Open-shell Excited singlet, and doublet Wavefunctions, J. Chem. Phys. 90, 3647 (1989).
- com Josep M. Bofill: The Unrestricted Natural Orbital-Complete Active Space (UNO-CAS) method: An inexpensive Alternative to the CAS-SCF method, J. Chem. Phys.90, 3637 (1989).
- com K. Wolinski, J. F. Hinton: Efficient Implementation of the Gauge-Independent Atomic Orbital Method for NMR Chemical Shift Calculations, J. Am. Chem. Soc. 112, 8251 (1990)
- com G. Fogarasi, Geometry Optimization in Redundant Internal Coordinates, J. Chem. Phys. 96, 2856 (1992).
- com P. M. Kozlowski, A. A. Jarzecki: Vibrational Assignment and Definitive Harmonic Force Field for Porphine.1. Scaled Quantum Mechanical Resulats and Comparison with empirical Force Fields, J. Phys. Chem 100, 7007 (1996).
- com M. Shirel: Stability of Novel Oxo- and Chloro-Substituted Trioxanes, J. Am. Chem. Soc. 121, 8544 (1999).
- com B. Paizs, J. Baker, S. Suhai: Geometry Optimization of Large Biomolecules in Redundant Internal Coordinates, J. Chem. Phys. 113, 6566 (2000).
- com S. Saebo and K. Wolinski: Efficient Calculation of Canonical MP2 Energies, Chem. Phys. Lett. 344, 543 (2001).
- com L. Füsti-Molnár: The Fourier Transform Coulomb Method: Efficient and Accurate Calculation of the Coulomb Operator in a Gaussian Basis, J. Chem. Phys., 117, 7827 (2002).
- com K. Wolinski: Second-Order Møller-Plesset Calculations with Dual Basis Sets, J. Chem. Phys., 118, 9497–9503 (2003).
- com G. Fogarasi: Fock Matrix Dynamics, Chem. Phys. Lett. 386, 272 (2004).
- com M. Malagoli and J. Baker: Accuracy and Efficiency of Atomic Basis Set Methods versus Plane Wave Calculations with Ultrasoft Pseudopotentials for DNA Base Molecules, J. Comput. Chem. 26, 599 (2005).
- com T. Janowski: High accuracy benchmark calculations on the benzene dimer potential energy surface, Chem. Phys. Lett.,  447, 27–32 (2007),
- com T. Janowski: An efficient parallel implementation of the CCSD external exchange operator and the perturbative triples (T) energy Calculation, J. Chem. Theor. Comp., 2008, 4, 1585–1592.